# Villocentesi
La villocentesi, o prelievo dei villi coriali, consiste nell'aspirazione di una piccola quantità di tessuto coriale (10-15 mg).
Il prelievo dei villi coriali trova la sua ratio nella considerazione che il trofoblasto ed il feto originano dal medesimo tessuto.
L'applicazione della tecnica del DNA alla diagnosi prenatale di una affezione monogenica venne praticata per la prima volta nel 1976 e fu mirata alla ricerca della mutazione genica responsabile dell'alfa-talassemia.
A questa prima esperienza ne seguirono molte altre, sia sui villi coriali che nel liquido amniotico, fino al giorno d'oggi, in cui si può dire che le possibilità di diagnosticare una affezione genica in epoca prenatale con il DNA non riconosce altro limite se non quello della conoscenza e marcatura genica del sito o dei siti responsabili della malattia. In altri termini, ogniqualvolta i biologi molecolari o i genetisti riconoscono il gene di una affezione nell'adulto, questa ricerca può essere eseguita anche nel feto.
L'approccio per via transaddominale fu suggerito nel 1984 e largamente utilizzato dalla seconda metà degli anni ottanta con indubbi vantaggi, rispetto al prelievo transcervicale, sia per la maggiore familiarità degli operatori con tale via di approccio, che per il minor rischio di infezione intrauterina.
La validità dell'analisi dei villi coriali come esame di diagnosi prenatale è stato dimostrato per la prima volta nel mondo dallo scienziato italiano Giuseppe Simoni, genetista, con uno studio pubblicato su Lancet nel 1983 in collaborazione con il ginecologo Bruno Brambati.

## Scopo
L'esame dei villi coriali serve a valutare il cariotipo, cioè l'assetto cromosomico fetale, al fine di valutarne la normalità o, al contrario, la presenza di anomalie cromosomiche numeriche o strutturali. Tra le anomalie numeriche le pù importanti sono la trisomia dei cromosomi 13,18,21 e le alterazioni di numero dei cromosomi sessuali (monosomia X, sindrome di Klinefelter). Le anomalie cromosomiche strutturali, invece possono essere traslocazioni, (bilanciate, sbilanciate, o robertsoniane) delezioni, duplicazioni o inversioni.
Viene effettuato tra l'11ª e la 13ª settimana di gestazione.
Le indicazioni al prelievo dei villi coriali, già dai primi tempi, includevano, oltre allo studio del cariotipo e quindi le alterazioni numeriche e strutturali cromosomiche, anche le analisi enzimatiche e molecolari. La ricerca, diretta ad ottenere dalle cellule trofoblastiche i relativi cariotipi, risulta particolarmente allettante proprio in ragione della rapidità con cui si può ottenere il risultato citogenetico.
Le cellule trofoblastiche possiedono, infatti, un alto indice di crescita mitotica e permettono di eseguire colture a lungo termine spesso molto rapide (soli 5-7 giorni), periodo inferiore rispetto alle colture degli amniociti. La possibilità inoltre di poter esaminare direttamente le cellule prelevate in mitosi spontanea rende i termini temporali riducibili a soli 2-3 giorni.
L'esame viene proposto alle pazienti giudicate ad elevato rischio di anomalie cromosomiche, come ad esempio:
- donne di età superiore ai 35 anni
- aumentato spessore della translucenza nucale
- precedente figlio affetto da anomalia cromosomica
- genitori portatori di alterazioni cromosomiche (traslocazioni, inversioni, aneuploidie)

È utile accennare brevemente al perché la diagnosi molecolare sui villi coriali sta sempre più soppiantando le ricerche tradizionali sul liquido amniotico e sul sangue fetale.
I soggetti che vanno incontro alla diagnosi molecolare sono solitamente motivati da una rischio elevato per l'anomalia specifica, rischio solitamente valutato dal genetista sulla base dei parametri anamnestici e della familiarità.
Colei che ha un rischio elevato, e quindi una elevata possibilità di dover interrompere la gravidanza, richiede una diagnosi quanto più precoce possibile e la villocentesi risponde bene a tale requisito. Si tratta infatti della più precoce diagnosi prenatale ed inoltre, dal punto di vista strettamente laboratoristico, il poter disporre di una adeguata quantità di materiale di pertinenza fetale aiuta ulteriormente nell'abbreviare i tempi di diagnosi. Se si dovesse eseguire la stessa diagnosi sul liquido amniotico, si dovrebbe ricorrere ad una coltura cellulare preliminare che allungherebbe considerevolmente i tempi di analisi.
Si tratta inoltre di diagnosi certe, che lasciano poco spazio ad errori interpretativi se ben condotte e su materiale puro e di buona qualità.
Attualmente, molte malattie geniche si studiano routinariamente sui villi coriali ed il ricorso per esse alle tradizionali tecniche, come la funicolocentesi, risulta del tutto da eliminare. La ricerca sui villi è infatti più precoce, sensibile, accurata e meno rischiosa.
Si prenda ad esempio la ricerca dell'anemia mediterranea. Fino a pochi anni or sono si eseguiva una funicolocentesi intorno alla 20º settimana di gravidanza, la diagnosi (ammesso che il prelievo fosse ben riuscito) si eseguiva con un'analisi morfologica e pertanto imprecisa. Il rischio di abortire era elevato e pure estremamente pesante dal punto di vista fisico e morale era il ricorso all'interruzione volontaria di gravidanza che, in caso di feto affetto, doveva avvenire intorno alla fine del sesto mese. Oggi, la ricerca delle mutazioni geniche sui villi coriali fornisce una diagnosi di certezza a sole 9-10 settimane di gestazione, con un rischio abortivo molto ridotto e con la eventualità di andare incontro ad una interruzione volontaria, per feto affetto, comunque entro il primo trimestre di gravidanza.
Attualmente sono entrate nel novero delle diagnosi prenatali di disordini mendeliani, tramite villi coriali, numerosissime patologie. Tra le più comuni si individuano la sordità congenita, la sindrome dell'X fragile e la fibrosi cistica; fra le centinaia di altre più rare, si segnalano la distrofia muscolare di Duchenne, le emoglobinopatie, la sindrome di Werdnig-Hoffmann.
Va tenuto comunque presente che, come detto in precedenza, il numero di queste si accresce quotidianamente e bisogna sempre mantenere stretti contatti con diversi Centri di biologia molecolare e genetica per poter sapere se sia possibile addivenire alla diagnosi di una di queste, anche se si trattasse di malattie rare e poco note.

### Ricerca della paternità
Tramite la villocentesi è possibile individuare con assoluta certezza il genitore biologico. Ciò avviene sia in casi di controversie legali e/o patrimoniali che, più raramente, in soggetti sottoposti a fecondazione in vitro dove vi sia il sospetto di uno scambio e/o di un errore di impianto dello zigote.

### Cellule staminali
I villi coriali contengono cellule staminali fetali multipotenti.
Oggi è anche possibile conservare ad uso autologo le cellule staminali presenti in un frammento dei villi coriali prelevati durante l'esecuzione della villocentesi.
Le cellule staminali dei villi coriali sono staminali fetali mesenchimali con prospettive applicative in medicina rigenerativa, avendo buone capacità riproduttive e ottima stabilità genomica. Queste cellule conservano intatte le proprie caratteristiche di staminalità durante tutta la gravidanza, tanto che possono essere prelevate anche da un frammento di placenta estratta dopo il parto.

### Ricerca di agenti infettivi sui villi coriali
Che le malattie infettive possano determinare malformazioni al feto è un concetto antico. Nel 1971 fu coniato il termine complesso TORCH, acronimo di Toxoplasmosi, Rosolia, Citomegalovirus, Herpesvirus, per descrivere una serie di infezioni che, trasmesse al feto in epoca prenatale, potevano determinare una anomalia.
La diagnosi prenatale si è quindi concentrata subito nel tentativo di riconoscere precocemente l'insorgere della malattia e dell'eventuale difetto.
Bisogna però informare con chiarezza sui confini della diagnosi prenatale di malattie infettive; a tale scopo, esistono alcuni principi culturali ai quali vale riferirsi prima di interpretare un protocollo di diagnosi prenatale di una eventuale malattia infettiva. Tale schema costituirà inoltre parte integrante del consenso informato a cui i genitori debbono essere introdotti prima di ogni procedura operativa:
1. la presenza di una infezione nella madre non comporta affatto che questa debba necessariamente passare al feto, esistendo barriere naturali difensive. Ogni procedura invasiva deve tenere presente questo concetto, onde evitare il ricorso ad interventi inutili e talvolta pericolosi;
2. la diagnosi prenatale invasiva, per quanto raffinata e sensibile, può darci solo informazioni in merito all'eventuale infezione fetale. Se questa abbia o meno determinato una anomalia nel feto non potrà mai stabilirlo con precisione ma solo in termini probabilistici. L'ecografia rimane pertanto l'unico vero strumento in grado di diagnosticare l'eventuale danno teratogeno, solo se questo si annovera tra quelli diagnosticabili con gli ultrasuoni. Ne consegue che bisogna assolutamente specificare con chiarezza che la diagnosi prenatale invasiva è finalizzata alla sola ricerca dell'agente infettivo e non alla possibile malformazione.

Il ricorso alla villocentesi ai fini della diagnosi di una infezione del compartimento fetale è procedura relativamente recente. Deve essenzialmente la sua introduzione alla possibilità, fornita dalla biologia molecolare, di riconoscere anche minime porzioni di materiale genico dell'agente infettante. Nei villi coriali infatti l'agente infettivo staziona a lungo, anche molto tempo dopo che l'infezione acuta sia oramai esaurita, ed esso non può essere riscontrato in altri compartimenti. La placenta è infatti un eccellente terreno di coltura ove la presenza dell'agente infettante può permanere anche dopo il parto.
La possibilità di eseguire ricerche sul DNA di agenti infettivi, particolarmente di natura virale, ha modificato sostanzialmente i protocolli tradizionali rendendo il ricorso alla funicolocentesi non più giustificabile sul piano diagnostico, poiché tardivo, impreciso e rischioso. La cosa non cambia in caso di infezioni sostenute da virus RNA, giacché la procedura si complica solo di un passaggio enzimatico preliminare, quello della transcriptasi inversa, volto a cambiare la sequenza di DNA.
Di enorme importanza è il ricorrere alla tecnica laboratoristica della reazione a catena della polimerasi (PCR), prima di ricercare con le sequenze specifiche, tramite ibridazione o altra tecnica genica, l'agente infettivo. La PCR infatti permette di amplificare più di un milione di volte le poche sequenze di DNA disponibile accelerando i tempi di indagine e rendendo la ricerca molecolare molto più sensibile.
L'isolamento del virus nei villi coriali può trarre in inganno nella sola evenienza che questo fosse andato a colonizzare solo la parte materna e non abbia forato il versante fetale della placenta. Tale evenienza è però più teorica che reale ed il riscontro di DNA infettivo sui villi coriali corrisponde, nella quasi totalità dei casi, al suo riscontro nel neonato. Cionondimeno tale ipotesi deve essere presa in considerazione nei casi dubbi ove la positività è borderline e la ricerca su altri tessuti fetali è negativa.

### Microarray
Negli ultimi anni sono stati introdotti i microarray, utilizzati per permettere l'esame di un grande numero di prodotti genici simultaneamente.
La tecnica oggi utilizzata (CGH, Comparative Genomic Hybridization microarray analysis) permette una più accurata identificazione delle anomalie dei geni fetali rispetto alla tradizionale analisi del cariotipo, essendo più sensibile nei confronti di piccole variazioni genomiche non altrimenti riscontrabili, come ad esempio le microdelezioni e le microduplicazioni. In tal modo può essere contemporaneamente studiato un ampio ventaglio di patologie genetiche selezionate, incluse quelle che implicano il riarrangiamento dei subtelomeri (componenti microscopiche del DNA), che sono stati recentemente riconosciuti tra le cause di ritardo mentale.
La metodica, attualmente utilizzata solo in centri altamente specializzati, si chiama Micro Deletion Telomeric – CGH Array e con essa, al momento attuale, vengono analizzati i seguenti geni e delezioni cromosomiche:
1. Sindrome di monosomia 1p36
2. Sindrome di Van Der Woude
3. Nefronoftisi 1
4. Sindrome di brachidattilia - ritardo mentale
5. Sindrome di Wolf-Hirschhorn
6. Sindrome del Cri du Chat
7. Poliposi adenomatosa ereditaria del colon
8. Sindrome di Sotos
9. Sindrome di Saethre-Chotzen
10. Sindrome di Williams-Beuren
11. Sindrome di Kallmann 2
12. Sindrome di Langer-Giedion
13. Sindrome di monosomia 9p
14. Sindrome di HDR
15. Sindrome di DiGeorge / Sindrome velocardiofacciale
16. Sindrome di Wagr
17. Sindrome di Potocki-Shaffer
18. Sindrome di Prader-Willi / Sindrome di Angelman
19. Sindrome di ATR-16
20. Lissencefalia di Miller-Dieker
21. Malattia di Charcot-Marie-Tooth
22. Neuropatia. Ereditaria, con paralisi
23. Sindrome di Smith-Magenis
24. Neurofibratosi spinale ereditaria
25. Sindrome di Alagille
26. Sindrome di Digeorge
27. Neurofibromatosi di tipo 2
28. Bassa statura
29. Deficienza di sulfatasi
30. Sindrome di Kallmann 1
31. Distrofia muscolare di Duchenne
32. Sindrome di ATR-X
33. Malattia di Pelizaeus-Merzbacher
34. Sindrome di XX maschile
35. Sindrome di Greig
36. Regione telomerica e sub-telomerica
37. Aneuploidia cromosomica

Con tale metodica è possibile analizzare solo le delezioni e le microdelezioni relative alle regioni studiate. Non è possibile determinare la presenza di mutazioni geniche ed anomalie cromosomiche diverse da quelle descritte sopra, vale a dire delezioni, microdelezioni, aneuploidie, microdelezione delle regioni telomeriche e sub-telomeriche.
Allo stato attuale questo sistema viene proposto alle pazienti con feto portatore di anomalie genetiche i cui segni sono riconducibili ad una patologia sopra riportata e quando i precedenti esami hanno dato esito negativo.
Il prelievo del campione biologico (villi coriali, liquido amniotico) viene prima messo in coltura, dalle cellule viene estratto il DNA ed eseguita la metodica. In caso di prelievo di sangue fetale non è necessaria la coltura, per cui la risposta è disponibile in tempi più brevi (5 giorni circa).
È possibile, in casi eccezionali, utilizzare l'IntegraChip, DNA micro-Array ad alta densità costituito da 3200 cloni che rappresentano regioni specifiche di tutti i cromosomi umani, coprendo l'intero genoma umano con una risoluzione di 0,9 Mb.
Studi piuttosto recenti stanno valutando inoltre la possibilità di utilizzare la tecnologia dei microarray nell'analisi molecolare di una frazione del DNA presente in una frazione di scarto del liquido amniotico prelevato, che non necessita di essere messa in coltura, e che fornirebbe quindi un risultato ancora più rapido sull'ampio numero di alterazioni genomiche studiate.

## Procedura di esecuzione
Il prelievo dei villi coriali si esegue di regola fra le dieci e le tredici settimane di gravidanza. In particolari casi può essere condotta anche dopo queste settimane. Si deve tener presente che se la procedura si esegue prima dell'ottava settimana è stata segnalata la possibilità di malformazione degli arti.
Prima della villocentesi occorre aver eseguito degli esami preliminari:
- Gruppo sanguigno AB0 e fattore Rh di entrambi i genitori
- Ricerca dell'epatite B e C nella madre
- Test HIV (non obbligatorio)
- Qualora la madre presenti un fattore Rh- ed il padre Rh+ è necessario che si esegua anche un test di Coombs indiretto. In tal caso alla gestante verrà somministrata la profilassi anti D,  dopo aver eseguito il prelievo.

Secondo alcuni è necessario praticare, nei 3 giorni che precedono l'esame, una terapia antibiotica per sterilizzare la madre da eventuale pre-infezione da micoplasma o clamidia.

### Villocentesi transcervicale
Si tratta della tecnica più antica, oggi quasi completamente abbandonata.

### Villocentesi transaddominale
La villocentesi transaddominale rappresenta oggi la tecnica preferita da molti centri. Proposta nel 1984 come metodo di diagnosi citogenetica meno rischiosa della transcervicale, fu prima, seppur sporadicamente, utilizzata per scopi diversi, quali la diagnosi di mola idatiforme nel 1966, oppure la valutazione dello stato placentare.
La tecnica sviluppata e correntemente applicata in centri ad alta specializzazione si basa sul prelievo ecoguidato mediante ago singolo o  "doppio ago".
Si usa la stessa sonda ecografica descritta per l'amniocentesi e dotata in alcuni centri di uno stativo orientabile munito di un tunnel di guida il cui diametro può essere variato a seconda del diametro dell'ago.
Nella tecnica con due aghi il primo ago, detto "guida" ha un diametro gauge 18 ed una lunghezza di 15 cm. In questo si introdurrà il secondo, detto "prelevatore", di diametro gauge 20 e lungo 20 cm., esattamente uguale a quello utilizzato per l'amniocentesi.
Una volta localizzato il punto esatto dove si intende prelevare il materiale, si introduce l'ago guida, si arriva al margine del chorion frondosum, si rimuove il mandrino e si introduce il secondo ago che, essendo più lungo del precedente, potrà sopravanzarlo di quel tanto che si riterrà necessario per approfondirsi nel chorion. Questo ago sarà già privo di mandrino e preventivamente raccordato con una siringa da 20 cc, a buona tenuta, che conterrà, in alcuni casi, alcuni millilitri di un liquido di coltura o di soluzione fisiologica sterile. Il movimento dell'ago prelevatore sarà duplice: l'escursione in su ed in giù per pochi millimetri, nello spazio del chorion oltre la punta dell'ago-guida e, contemporaneamente, la rotazione sul proprio asse. Tali movimenti sono compiuti mentre viene mantenuta, tramite la trazione sullo stantuffo, la massima decompressione possibile. In tal modo si aspira il materiale che viene progressivamente reciso dall'ago nei suoi movimenti; tale materiale si raccoglie nella siringa.
L'ago prelevatore si muove per circa 10 secondi, poi lo si estrae e si cambia la siringa. Tale procedura viene eseguita 2 o 3 volte fino a quando un collaboratore, esperto nella valutazione del materiale, avvertirà che questo è sufficiente.
Solitamente si esegue anche un ultimo passaggio aspirante con l'ago-guida, per pochi secondi e senza traumatizzare, giacché mentre tutta la precedente procedura non genera in genere dolore, quest'ultimo movimento ne provoca uno vivo. Tale ultimo passaggio deve pertanto esclusivamente entrare in quello spazio tracciato dall'ago prelevatore ed aspirare quei villi che, già sezionati, fossero rimasti imprelevati.
Ovviamente tutta la procedura viene seguita direttamente sullo schermo ecografico in tempo reale. In tal modo si può evidenziare con chiarezza il corretto posizionamento dell'ago guida al margine più prossimale del chorion e controllare la corretta escursione dell'ago prelevatore.
Con la biopsia transaddominale possono essere realizzati tre tipi di approccio al chorion:
- Chorion anteriore
- Chorion laterale o fundico
- Chorion posteriore

Ognuna di queste eventualità presenta diverse caratteristiche. Il chorion anteriore è di solito sottile, il che comporta che la escursione dell'ago prelevatore sarà breve. Si dovrà perciò scegliere con cura lo spessore massimo in modo da ottenere una maggiore quantità di materiale. Si dovrà inoltre evitare di forare il piatto coriale, cosa che ci porterebbe immediatamente all'interno del sacco gestazionale. Per precisione, in considerazione della precoce età gestazionale, questa errata manovra porterebbe la punta dell'ago nello spazio amnio-coriale.

Il chorion laterale o fundico in qualsiasi parete fosse stivato, permette una escursione ampia ed il materiale prelevato è di solito abbondante. Tale inserzione è la migliore e la più frequente.
Bisogna aver cura di penetrare nel mezzo del chorion, tenendosi equidistanti tra il limite miometriale ed il piatto coriale. Se ci si insinua vicino alla base d'inserzione, l'ago prelevatore determina uno scollamento del chorion ed un sanguinamento vaginale. Sono questi di solito i casi nei quali aumenta il rischio abortivo.

La presenza di un chorion disposto posteriormente imporrebbe, che, per raggiungerlo, l'ago-guida attraversi il sacco gestazionale. Tale evenienza, invero, è piuttosto rara, trovandosi quasi sempre il modo di manovrare la sonda e la sede di prelievo in modo tale da arrivare al chorion senza attraversare il sacco. Qualora però, ciò fosse necessario, può essere fatto senza particolare preoccupazione. L'attuale esperienza di centri ad elevata specializzazione, accumulatasi nell'eseguire embrioscopie diagnostiche, ha dimostrato con chiarezza che è sempre molto difficile che con l'ago si possa colpire l'embrione. A 10 settimane, inoltre, è stato notato che la maggior parte della cavità è occupata dal liquido compreso tra amnios e chorion, il cosiddetto spazio amnio-coriale. Embrioscopicamente si vede bene come l'embrione risulti sempre raccolto oltre la sottile e trasparente membrana amniotica, che non viene violata. Come già detto è però quasi sempre possibile evitare di penetrare nel sacco amniotico e questo può essere fatto modificando la posizione della sonda ed orientando opportunamente la direzione dell'ago.

### Tecniche miste
In occasioni particolari può risultare necessario dover prelevare contemporaneamente villi coriali e liquido amniotico. Ciò avviene quando si deve esaminare la presenza di materiale infettivo nei due distretti, ovvero quando le tecniche genomiche necessitano di una verifica sia sugli amniociti che sulle cellule del trofoblasto.
Tali indagini si eseguono di solito nel secondo trimestre di gravidanza.
In tali casi non è necessario eseguire due prelievi distinti, ma si può procedere in un'unica operazione avendo l'accortezza di scegliere, nel posizionare l'ago, una traiettoria che includa la placenta e la cavità amniotica.
Si danno per tale tecnica due possibilità:
- placenta anteriore
- placenta posteriore.

Nelle tecniche miste con placenta anteriore si inserisce l'ago guida (18 gauge) fino al margine superiore della cavità coriale, come avviene nelle comuni villocentesi. Si inserisce poi l'ago prelevatore (20 gauge) eparinizzato, praticando il prelievo come già descritto in precedenza. L'ago prelevatore può essere inserito anche una seconda volta se il materiale non è sufficiente. In questa operazione bisogna porre grande attenzione a non superare il piatto coriale onde evitare di procurare lesioni dello stesso con conseguenti sanguinamenti endoamniotici.

Si passa poi al prelievo di liquido amniotico, introducendo un nuovo ago sterile, dello stesso gauge di quello prelevatore, all'interno dell'ago guida e procedendo con decisione in basso superando il piatto coriale ed entrando in cavità amniotica. Il prelievo fornirà un liquido non contaminato da sangue se nella procedura della villocentesi si era rispettato il piatto coriale. Rimosso tale ago si potrà poi prelevare, se necessario, un ulteriore frustolo di villi operando un'altra aspirazione con l'ago guida. In definitiva per le tecniche miste con placenta anteriore si utilizzeranno due aghi prelevatori ed uno guida.

Nelle tecniche miste con placenta posteriore la metodica è ancora più semplice. Si inserisce l'ago guida nella cavità amniotica senza arrivare alla placenta. Si esegue quindi il prelievo di liquido amniotico, che risulta più rapido in considerazione del diametro dell'ago. Si prosegue facendo penetrare l'ago guida nella placenta, forando il piatto coriale. A questo punto si inserisce l'ago prelevatore dei villi e di qui in poi ci si comporta come per una comune villocentesi. Nelle tecniche miste con placenta posteriore si utilizzeranno un unico ago guida ed uno prelevatore.

### Controllo del materiale prelevato
Una volta eseguito il prelievo si passa alla fase del controllo della quantità e qualità del materiale. Queste operazioni devono essere compiute in locali adiacenti a quello del prelievo e, comunque, prima di rimuovere la gestante dalla sua posizione, onde poter ripetere il prelievo al bisogno.

Il controllo del materiale raccolto viene eseguito solitamente al microscopio, sotto cappa a flusso laminare o verticale come sono le più recenti. Quando però si sarà ottenuto un buon grado di affiatamento nell'équipe, i tempi si snelliscono molto ed il controllo della quantità ed addirittura della qualità del materiale prelevato diviene cosa molto semplice che si esegue già con la prima osservazione nella siringa.

La separazione dei villi coriali dalla decidua basale e dai coaguli è procedura altrettanto delicata e solitamente affidata al biologo genetista presente nell'équipe. In mancanza del genetista, dopo un opportuno addestramento, anche un collaboratore diverso, tecnico, medico o paramedico può egregiamente supplire.

Dopo ogni procedura di aspirazione, l'ago prelevatore viene rimosso, il materiale raccolto nella siringa viene rapidamente esaminato. In tal modo si riduce il numero delle procedure di introduzione dell'ago prelevatore solo a quelle necessarie.
Il materiale prelevato viene poi raccolto in una capsula di Petri o in una provetta a fondo conico, tipo Falcon. Con una pipetta di Pasteur si passa poi alla separazione e pulitura dei villi da inviare al laboratorio. Il lavaggio dei villi stessi, per purificarli dalle contaminazioni (sangue, muco, decidua) viene eseguito sterilmente con liquido di Chang o con soluzione fisiologica. È bene che tali procedure siano eseguite sotto cappa a flusso laminare.
Se il materiale è ben preparato i villi risulteranno molto puri ma, affinché il genetista possa fornire una risposta affidabile ed in tempi brevi, bisogna che il materiale prelevato sia di buona qualità e non solo ben preparato.
Si deve innanzitutto tener presente che, ai fini di una più accurata e veloce diagnosi citogenetica, il materiale villare migliore è quello che si reperisce nella porzione di chorion frondosum più vascolarizzato, presso l'inserzione del funicolo ombelicale.
I villi coriali prelevati per via transcervicale derivano dal seno marginale del chorion frondosum che, di solito, non sono i migliori per un esame citogenetico diretto. Più rare sono infatti le mitosi spontanee alla periferia del chorion e di solito per ottenere un responso diagnostico si deve ricorrere alla coltura.
D'altra parte se la biopsia coriale si esegue per motivi diversi da quelli citogenetici, come avviene per una ricerca di anomalie geniche mediante analisi del DNA, la sede del prelievo è indifferente giacché non risulta necessario prelevare villi in mitosi spontanea. Riveste invece enorme importanza la purezza del materiale, per cui deve essere evitata ogni contaminazione con tessuti materni.
La quantità dei villi da prelevare varia a seconda della loro qualità e del tipo di indagine da eseguire.
Le indagini citogenetiche sono quelle che richiedono la migliore qualità di villi. In teoria la quantità sufficiente ad una indagine diretta varia dai 5 ai 20 mg, di tessuto secco ottenuto.

Per le indagini geniche-molecolari il quantitativo di materiale varia anch'esso fra i 10 ed i 20 mg, con notevole variabilità a seconda del laboratorio e della metodica. Il prelievo per via transcervicale difficilmente può fornire quantità superiori a quelle sovracitate ed è anche per tale motivo che gli operatori si sono rivolti al prelievo transaddominale, in cui è di regola prelevare oltre 50 mg di materiale villare.

Il prelievo di 50 mg è solitamente ben tollerato, senza danni per la prosecuzione della gestazione.
Le indagini biochimiche o molecolari sono di solito meno esigenti. Il requisito più importante per tali esami è, come si è detto, la purezza.

## Rischi
Come detto in precedenza, la villocentesi risulta gravata da un rischio abortivo variabile in rapporto alla tecnica.
Il prelievo transcervicale, con la pinza da biopsia, presenta il più alto rischio abortivo (8%). Con la cannula di Portex il rischio scende al 3,6% in alcuni studi ed al 2,6% in altri. La tecnica transaddominale sembra in molti studi essere gravata da un rischio sovrapponibile a quello trancervicale, entrambe intorno al 2,5%.
La tecnica transcervicale risulta oramai abbandonata da troppi anni per potersi raffrontare a quella attuale, transaddominale. Questa è gravata da un rischio abortivo che negli ultimi 3 anni sembra attestarsi attorno all'1,8%. Se andiamo a suddividere la popolazione, ci accorgiamo che esistono poi delle differenze importanti:
- le villocentesi eseguite per via transamniotica (placenta posteriore) hanno un rischio abortivo del 2,9% mentre quelle che non richiedono tale passaggio mostrano un rischio abortivo inferiore all'1%;
- le villocentesi del secondo e terzo trimestre di gravidanza non hanno mai dato esito ad aborto.

La presenza di un sanguinamento nei 2-3 giorni. che seguono la procedura si manifesta in circa 1 caso su 5 e di per sé stessa non pregiudica la gravidanza. Per solito la gestante se ne avvede già subito dopo la villocentesi.
L'insorgere di dolori e contrazioni è evenienza frequente, di significato trascurabile ai fini della prognosi giacché presenti in modo del tutto indipendente dall'esito della gravidanza.
Di particolare importanza sono i risultati di uno studio multicentrico compiuto dall'Organizzazione Mondiale della Sanità e presentato all'Euromeeting di Tel-Aviv nel maggio del 1994.
Secondo tale studio, riferentesi ad un'esperienza su 138.996 biopsie coriali, la procedura è piuttosto sicura ed è associata ad un rischio di aborto comparabile a quello delle amniocentesi. Il registro delle biopsie coriali dimostra che la tecnica è correntemente eseguita, essenzialmente, fra la 9º e la 12º settimana di gestazione. La più volte segnalata maggiore incidenza di rischio di anomalie degli arti, non sembra affatto reale. L'incidenza di queste, infatti, dopo biopsia coriale, ha un campo che varia fra il 5,2 e 5,7 ogni 10.000 casi. Considerando che, nella popolazione in generale, lo stesso campo varia fra il 4,8 e il 5,97 su 10.000, la differenza non risulta statisticamente significativa.
In definitiva, se tali dati verranno confermati anche in futuro, essi dimostrano che non c'è evidenza di alcun rischio di malformazione congenita dipendente dalla biopsia coriale.

Rimane però il dubbio concreto che essa possa determinare la malconformazione, se eseguita più precocemente. Scarsi sono, infatti, i dati disponibili prima dell'8º settimana. Evitando una villocentesi precoce, in effetti, si escludono dal computo anche quegli aborti naturali che, quando la biopsia coriale è eseguita prima dell'8º settimana, ad essa potrebbero erroneamente essere attribuiti.
In centri di diagnosi prenatale ad altissima specializzazione, il rischio abortivo è tra i più bassi della letteratura mondiale essendo stabilmente inferiore all'1%.

## Risultati
L'esame è molto sicuro, gli errori accadono soltanto in casi eccezionali. In circa un caso ogni 100 esami la coltura delle cellule o la relativa lettura per le malattie cromosomiche viene a mancare. La procedura non è ripetuta solitamente e l'amniocentesi è condotta preferibilmente. Se l'analisi richiesta non è quella del cariotipo (lo studio dei cromosomi), ma è una malattia ereditaria specifica con esame del DNA, la risposta è praticamente infallibile. L'eventualità d'un errore o di una mancanza di una diagnosi è molto improbabile.
La prima risposta diretta per quanto riguarda le malattie cromosomiche la si ottiene dopo solo 48 ore dall'esecuzione del prelievo. La risposta definitiva si ottiene dopo circa 12-15 giorni.
Dopo circa un'ora dal prelievo verrà effettuata un'ecografia per verificare la presenza del battito cardiaco fetale; la paziente potrà poi tornare al proprio domicilio senza alcuna particolare terapia, se non la precauzione di non sollevare pesi e/o effettuare sforzi per 3-4 giorni.